# 張鵬雲
張鵬雲（?—?），字漢冲，號雨蒼，山西澤州陽城縣民籍郭谷鎮人。

## 生平
万历三十七年（1609年）己酉科山西鄉試舉人，四十四年（1616年）丙辰科进士，通政司觀政，初授商丘縣知縣，天啓元年本省同考，二年行取考选，擢刑科给事中，四年丁憂歸。天启六年（1626）八月，起升四川布政司右參議，本年革职为民。崇禎元年十月起補禮科給事中，十二月升戶科右給事中，二年三月升禮科左給事中，二年四月升兵科都給事中。三年遷太常寺少卿。五年十月任右佥都御史、巡抚順天、整饬蓟辽边备。以疾告歸，當事者以夙怨誣為规避，罷官，朝野冤之。

## 家族
曾祖张辇。祖父张江。父张思诚，寿官。

## 引用
1. ↑  《萬曆四十四年丙辰科進士履歷》：張鵬雲，雨蒼，易三房，辛卯六月初七日生。阳城县人，己酉九名，会二百二十三，三甲六十名。通政司政，授商丘知县，辛酉本省同考，壬戌行取考选，授刑科給事中，甲子丁憂，丙寅起四川右参议，为民。戊辰起禮科，升户科右，己巳升禮科左，升兵科都，庚午升太常寺少卿，壬申升順天巡抚、右佥都。
2. ↑  《陽城縣志》